# Phil Woolas
Philip James Woolas (né le 11 décembre 1959) est un consultant britannique en environnement, lobbyiste politique et ancien producteur de télévision et homme politique qui est ministre d'État au Trésor et ministre d'État aux frontières et à l'immigration de 2008 à 2010. Membre du Parti travailliste, il est député d'Oldham East et de Saddleworth de 1997 à 2010.
Avant d'être élu aux élections générales de 1997, Woolas est président du Syndicat national des étudiants (NUS), producteur de l'émission Newsnight de la BBC et syndicaliste au syndicat GMB. En novembre 2010, il est reconnu coupable d'avoir enfreint la loi de 1983 sur la représentation du peuple lors des élections générales de 2010. En conséquence, sa victoire de 103 voix aux élections est déclarée nulle, il perd son siège à la Chambre des communes et il n'est pas autorisé à se présenter à l'élection partielle suivante.

## Jeunesse
Woolas est né à Scunthorpe, Lincolnshire, le 11 décembre 1959 . Il est allé à la Nelson Grammar School et, après les niveaux O, au Nelson and Colne College. Il obtient un BA en philosophie de l'Université Victoria de Manchester.
Woolas rejoint le Parti travailliste à l'âge de 16 ans et s'implique dans la politique étudiante par le biais de la Ligue anti-nazie . Avant de devenir député, il est président de l'Union nationale des étudiants de 1984 à 1986 ,, producteur de télévision pour la BBC sur Newsnight de 1988 à 1990, producteur à Channel 4 News d'ITN de 1990 à 1991  et responsable de la communication au syndicat GMB de 1991 à 1997.

## Carrière parlementaire
Il remporte pour la première fois son siège pour le parti travailliste aux élections générales de 1997, après s'être présenté pour Littleborough et Saddleworth lors d'une élection partielle en 1995, qui est marquée par la campagne particulièrement vicieuse et personnelle du Labour, attaquant le candidat libéral démocrate, Chris Davies, comme "élevé sur les impôts et doux sur les drogues" . Peter Mandelson admet dans son autobiographie qu'ils étaient allés "à l'attaque".
En 1999, Woolas devient secrétaire parlementaire privé de Gus Macdonald, ministre des Transports, et est nommé whip en 2001.
En juin 2003, il est nommé leader adjoint de la Chambre des communes sous la direction du nouveau leader des communes du gouvernement, Peter Hain. Lors du remaniement ministériel de mai 2005, il sert brièvement sous le successeur de Hain, Geoff Hoon .
Entre le même remaniement et juin 2007, Woolas est ministre d'État chargé des collectivités locales au cabinet du vice-premier ministre, puis au ministère des Communautés et des collectivités locales, successeur en 2006 du DPMO. En 2005, Woolas est accusé d'avoir éludé les questions parlementaires concernant les appels publics à la réforme du médiateur du gouvernement local en 2005 .
Le 28 juin 2007, il devient ministre de l'environnement au département de l'environnement, de l'alimentation et des affaires rurales (au ministère Brown). Il est responsable du changement climatique, de l'énergie et du développement durable .
À la suite du remaniement ministériel du 3 octobre 2008, il est nommé ministre d'État aux frontières et à l'immigration au ministère de l'Intérieur et ministre d'État au Trésor.
Woolas est réélu aux élections générales de 2010, bien que le résultat soit plus tard annulé par un tribunal électoral. Woolas apporte son soutien à son proche allié politique David Miliband et le représente lors d'événements dans tout le pays. Le Times  décrit Woolas comme "un fixateur de campagne pour M. Miliband" . Cependant, Woolas soutient Diane Abbott, à la demande de Miliband  .

## Élection de 2010
Lors de sa campagne de réélection en 2010, les méthodes de campagne de Woolas sont fortement critiquées par ses opposants libéraux démocrates et par le Muslim Public Affairs Committee UK (MPACUK) . Les critiques l'accusent, entre autres, d'«enflammer les tensions raciales» dans une région qui a déjà connu des émeutes raciales . Trevor Phillips, chef de la Commission pour l'égalité et les droits de l'homme et ancien militant travailliste, décrit certains des termes utilisés dans les brochures du parti comme «inutiles» ,.
Woolas et son agent, Joe Fitzpatrick, sont également responsables de la manipulation de photos d'images dans ses adresses électorales. Dans un cas, ils ont manipulé une image pour montrer son opposant libéral-démocrate Elwyn Watkins devant une police armée, pour laisser entendre que Watkins avait été arrêté ,. Il s'agissait d'un photo-montage, composée d'un portrait de Watkins et d'une photographie de la police armée patrouillant à Londres.
Woolas remporte les élections et est réélu au Parlement avec une majorité de 103 voix - contre 3 590 avant .
À la suite de l'élection d'Ed Miliband comme chef du parti travailliste, Woolas est reconduit dans le dossier d'immigration de l'équipe de l'ombre. Le New Statesman déclare que c'est une "décision bizarre" car Woolas a "mené l'une des campagnes électorales les plus honteuses de l'histoire récente" .
Le 28 mai 2010, l'opposant libéral démocrate de Woolas, Elwyn Watkins, lance une pétition électorale contre le résultat , vertu de l'article 106 de la loi sur la représentation du peuple de 1983 ,, qui rend illégal de faire de fausses déclarations de fait sur un candidat. Watkins affirme que des tracts publiés par Woolas décrivent à tort Watkins comme acceptant des dons étrangers illégaux et le lient à des extrémistes musulmans .
Au cours de l'affaire judiciaire, tenue en public à Saddleworth Civic Hall, un certain nombre de courriels entre Woolas et son équipe de campagne ont émergé. Dans l'un, l'agent de Woolas et ancien conseiller travailliste, Joseph Fitzpatrick a envoyé un courriel à Woolas et Steven Green, le conseiller de campagne du député, pour dire: «Les choses ne se passent pas aussi bien que je l'avais espéré... nous devons penser à notre premier dépliant d'attaque."  Une réponse de Fitzpatrick a déclaré: "Si nous n'obtenons pas le vote blanc en colère, il est parti." 
Au cours de la procédure judiciaire, Woolas et Fitzpatrick ont été mis en garde par le président du tribunal au sujet d'éventuelles accusations pénales liées à des délits électoraux. L'audience du tribunal s'est terminée en septembre 2010. Le 5 novembre 2010, le tribunal juge que Woolas a enfreint l'article 106 de la loi de 1983 sur la représentation du peuple  et ordonne une nouvelle élection pour le siège.
L'élection partielle pour élire un nouveau député pour son ancien siège a lieu le 13 janvier 2011  dans lequel le nouveau candidat travailliste, Debbie Abrahams, bat Elwyn Watkins.

## Après le Parlement
Woolas est directeur de deux organisations - Boothwood Partners, un cabinet de conseil environnemental, et Wellington Street Partners, un cabinet de lobbying politique formé à l'origine avec les anciens députés Paul Keetch (en) (libéral démocrate) et Sir Sydney Chapman (conservateur).

## Vie privée
Woolas est marié à l'organisateur d'événements et ex-lobbyiste Tracey Jane Allen, ancien co-directeur du cabinet de lobbying Morgan Allen Moore ,.